# Cameron Thomas (homme politique)
Aaron Cameron Thomas, est un homme politique britannique qui est député de Tewkesbury depuis juillet 2024. Il est membre des Libéraux-démocrates.

## Biographie
Thomas rejoint la RAF à l'âge de 17 ans, d'abord dans les rangs, puis comme officier. Il effectue plusieurs missions opérationnelles, notamment en Irak, aux Émirats arabes unis et aux îles Falkland. Thomas s'investit dans le domaine de la formation, notamment en tant qu'instructeur de forage, formant 1 000 recrues sur 3 ans avant de démissionner de sa commission de lieutenant d'aviation pour entrer en politique.
En août 2021, il participe au retrait britannique d'Afghanistan. Plus tard cette année-là, Thomas est déployé au NHS d'East Midlands, pour planifier et assurer le déploiement des vaccins Covid-19 dans le Leicestershire et le Rutland.
En 2024, Cameron est candidat libéral-démocrate pour Tewkesbury contre le titulaire conservateur Laurence Robertson. Il est élu avec une majorité de 6 262 voix.